# Województwo lubelskie (II Rzeczpospolita)

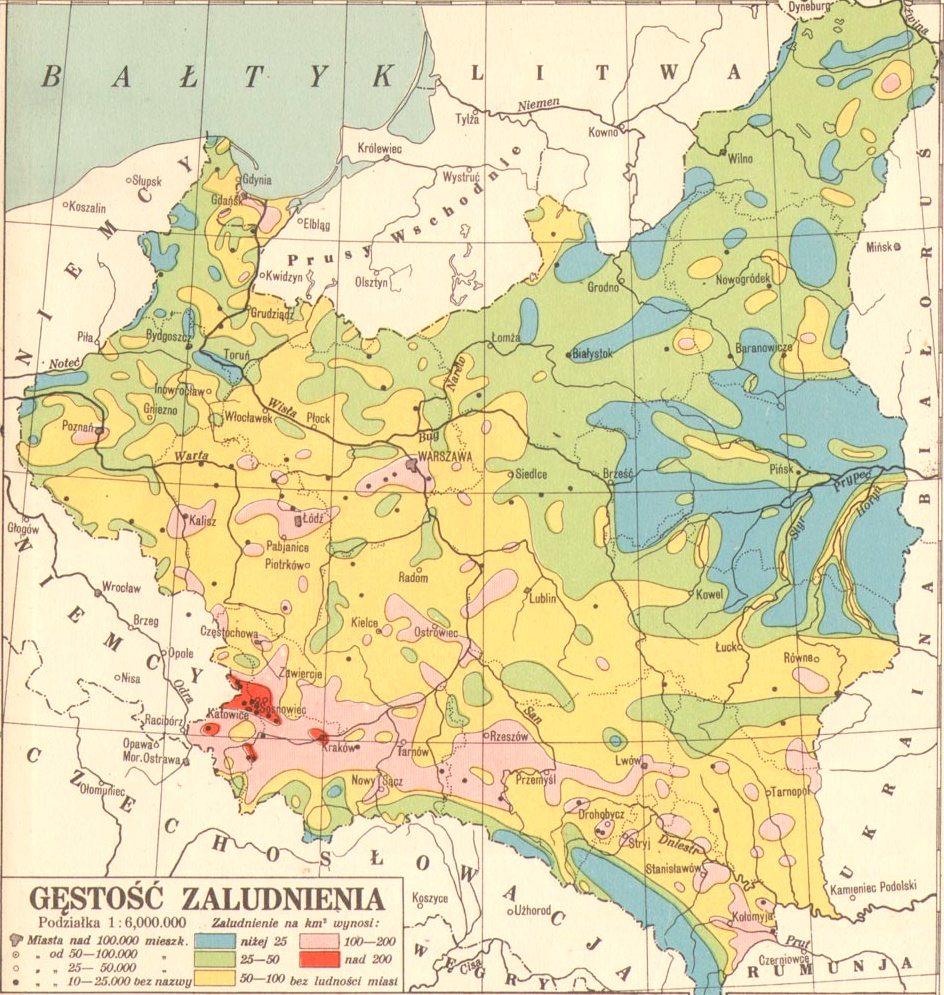
Polska, gęstość zaludnienia, 1931

Województwo lubelskie – województwo II Rzeczypospolitej istniejące w latach 1919–1939 ze stolicą w Lublinie.
Województwo zostało utworzone 14 sierpnia 1919 roku. Województwo miało centralne położenie i jako jedyne województwo II RP – nie graniczyło z państwami ościennymi. Województwo obejmowało w przybliżeniu obszar współczesnego województwa lubelskiego wraz z powiatami garwolińskim, siedleckim, sokołowskim i węgrowskim (obecnie w woj. mazowieckim), a także okolice Krzeszowa i Zaklikowa (obecnie w woj. podkarpackim); nie obejmowało natomiast południowego pasa Bełżec–Lubycza Królewska–Ulhówek–Chłopiatyn, należącego wówczas do woj. lwowskiego. Głównymi miastami województwa poza Lublinem były Siedlce, Chełm, Zamość, Biała Podlaska, Międzyrzec Podlaski, Łuków i Hrubieszów. W 1939 r. województwo liczyło 15 powiatów ziemskich i 1 grodzki.
Po wojnie niemal cały obszar województwa lubelskiego pozostał w granicach Polski; jedynie Piaseczno i Pawłowice włączono w 1951 roku do ZSRR.

## Podział administracyjny
Powierzchnia powiatów według stanu na 1939 r., w przypadku wcześniejszego zniesienia lub zmiany przynależności wojewódzkiej powiatu na ostatni rok istnienia w ramach danego województwa. Liczba ludności na podstawie spisu powszechnego z 1931 r., w przypadku powiatów zniesionych lub przeniesionych przed tą datą, dane ze spisu powszechnego z 1921 r.
| Powiat                                      | Powierzchnia (km²) | Liczba mieszkańców | Siedziba (liczba mieszkańców) |
| ------------------------------------------- | ------------------ | ------------------ | ----------------------------- |
| bialski                                     | 2122               | 116 000            | Biała Podlaska (17 549)       |
| biłgorajski                                 | 1720               | 116 900            | Biłgoraj (8177)               |
| chełmski                                    | 1975               | 162 300            | Chełm (29 222)                |
| garwoliński (do 1939)                       | 1974               | 159 900            | Garwolin (6262)               |
| hrubieszowski                               | 1575               | 130 000            | Hrubieszów (13 359)           |
| janowski                                    | 1960               | 152 700            | Janów (7067)                  |
| konstantynowski (do 1932) (od Konstantynów) | 1272               | 58 460             | Janów Podlaski (3900)         |
| krasnostawski                               | 1521               | 134 200            | Krasnystaw (10 435)           |
| lubartowski                                 | 1389               | 108 000            | Lubartów (7 638)              |
| lubelski                                    | 1889               | 163 500            | Lublin (112 539)              |
| Lublin (1920–1922 i od 1928)                | 30                 | 112 539            | Lublin (112 539)              |
| łukowski                                    | 1762               | 129 100            | Łuków (13 971)                |
| puławski                                    | 1618               | 156 500            | Puławy (7205)                 |
| radzyński                                   | 1621               | 99 100             | Radzyń (5291)                 |
| siedlecki                                   | 1988               | 151 400            | Siedlce (36 927)              |
| sokołowski (do 1939)                        | 1276               | 83 900             | Sokołów Podlaski (9901)       |
| tomaszowski                                 | 1397               | 121 100            | Tomaszów (10 433)             |
| węgrowski (do 1939)                         | 1301               | 88 800             | Węgrów (9416)                 |
| włodawski                                   | 2326               | 113 600            | Włodawa (8519)                |
| zamojski                                    | 1662               | 149 500            | Zamość (24 273)               |

## Ludność
W roku 1921 województwo było zamieszkane przez 2 087 951 osób.
Podział ludności według narodowości:
- Polacy 1 782 221 (85,4%)
- Żydzi 227 902 (10,9%)
- Ukraińcy 63 079 (3,0%)
- Niemcy 10 933 (0,52%)

Podział ludności według wyznania:
- rzymskokatolickie 1 619 755 (77,6%)
- mojżeszowe 287 639 (13,8%)
- prawosławne 152 589 (7,3%)
- ewangelickie 17 065 (0,8%)

### Struktura demograficzna[3]
Liczba ludności (dane z 9 grudnia 1931):
|        | Ogółem    | Ogółem | Kobiety   | Kobiety | Mężczyźni | Mężczyźni |
| osób   | %         | osób   | %         | osób    | %         |           |
| ------ | --------- | ------ | --------- | ------- | --------- | --------- |
| Ogółem | 2 465 836 | 100    | 1 260 671 | 51,13   | 1 205 165 | 48,87     |
| Miasto | 433 732   | 17,59  | 227 760   | 9,24    | 205 972   | 8,35      |
| Wieś   | 2 032 104 | 82,41  | 1 032 911 | 41,89   | 999 193   | 40,52     |

▶Wieś vs ▶miasto
Ogółem (▶k, ▶m)
Miasto (▶k, ▶m)
Wieś (▶k, ▶m)

## Wojewodowie lubelscy w II RP
- Stanisław Moskalewski (17 listopada 1919 – 25 października 1926)
- Antoni Remiszewski (3 listopada 1926 – 29 września 1930)
- Bolesław Świdziński (29 września 1930 – 30 stycznia 1933; p.o. do 1 kwietnia 1932)
- Józef Rożniecki (31 stycznia 1933 – 8 września 1937)
- Jerzy Albin de Tramecourt (8 września 1937 – 17 września 1939)

Wicewojewodowie
- Władysław Długocki[6]

## Miejscowości o charakterze miejskim

### Definicje
W latach międzywojennych istniały trzy rodzaje jednostek osadniczych o charakterze topograficznie miejskim: miasto, miasteczko i osada miejska. Na terenie woj. lubelskiego występowały dwie formy – miasta i osady miejskie.
Określenie miasto miało trojakie znaczenie. Mogło odnosić się wyłącznie do charakteru prawnego miejscowości (a więc typu jednostki administracyjnej), co nie znaczyło automatycznie że „miasto administracyjne” faktycznie posiadało prawa miejskie. Podstawą zaliczenia danej miejscowości do grupy miast było tzw. kryterium administracyjne, jako najwięcej odpowiadające rozwojowi stosunków i życia. Mimo że większość miast prawnych prawa miejskie posiadała, wiele z nich miało zaledwie prawa miasteczka, a niektóre miasta (np. Nisko) były de facto wsiami. Odwrotnie wiele miasteczek, a nawet miast – a więc faktycznie posiadających prawa miasteczka bądź prawa miejskie – były wsiami w gminach wiejskich. Jednostki te w ogólnych publikacjach nie są zaliczane do miast (a więc nie wpływają na liczbę miast województwa), co jednak lekceważy fakt posiadania praw miasteczka/praw miejskich. Wreszcie, niektóre miejscowości posiadały w nazwie wyraz Miasto – pisany wielką literą – mimo braku praw miejskich (np. Waręż Miasto). Wyraz ten stanowił integralną część nazwy miejscowości (choć nie przesądzał bynajmniej jej charakteru topograficznego) aby odróżnić ją od innej (topograficznie wiejskiej) miejscowości o identycznej nazwie w tej samej okolicy (np. Waręż-Wieś).
Na terenach byłego Królestwa Kongresowego istniały dodatkowo tzw. osady miejskie. Była to kategoria osiedli o charakterze miejskim utworzona przez zaborcze władze rosyjskie z miejscowości „które chociaż nazywały się miastami, jednakże z powodu nieznacznej liczby mieszkańców, małego rozwoju przemysłu i niedostateczności dochodów, w rzeczywistości nie miały znaczenia miast”. W praktyce były to miejscowości (338 z 452 istniejących wówczas miast), którym odebrano prawa miejskie, w zamian obdarzając je czysto honorowym mianem osady, pozwalającym lokalnej społeczności na wyróżnianie się spośród wsi, lecz nie dającym żadnych dodatkowych praw. Osady miejskie były w wielu przypadkach dużymi miejscowościami, przekraczającymi liczbą ludności wiele miast (np. osady Opole, Tarnogród i Tyszowce). Zdecydowana większość osad miejskich posiadała prawa miejskie do przemian 1870 roku. Niektóre utraciły je wcześniej pod zaborem rosyjskim (Ryki, Siedliszcze, Sosnowica, Świerze i Wysokie), a niektóre nigdy ich nie posiadały (Irena, Komarówka i Sobienie-Jeziory). W przeciwieństwie do istniejących na ziemiach wschodnich i w Galicji miasteczek, które miały swój własny ustrój miasteczkowy, osady miejskie, zostały poddane mocy obowiązującej ukazu z dnia 19 lutego 1864 o urządzeniu gmin wiejskich. Tak więc zarówno miasteczka, jak i osady miejskie stanowiły kategorię pośrednią między miastem a wsią, lecz według prawa osady były formalnie wsiami, natomiast miasteczka posiadały odrębny status.

### Charakter prawny miast
Za II Rzeczypospolitej w poczet miast (gmin miejskich) zaliczano różne grupy miejscowości zależnie od obszaru dawnego zaboru, w których się znajdowały.
Charakter prawny miejscowości położonych na terenie tzw. województw centralnych został uregulowany dekretem Naczelnika Państwa z 4 lutego 1919 o samorządzie miejskim, według którego za miasta prawne uznano 150 miejscowości (w tym 19 w woj. lubelskim, z których 4 – Kraśnik, Kock, Stoczek i Mordy automatycznie odzyskały utracone wcześniej prawa miejskie). Dekret ten nie objął początkowo powiatów byłej guberni suwalskiej i czterech powiatów z byłej guberni siedleckiej (bialskiego, konstantynowskiego, radzyńskiego i włodawskiego), podlegających do końca 1918 roku pod Ober-Ost, na których obszarze do miast zaliczono dodatkowo 9 miast woj. lubelskiego, w tym 3 odzyskujące prawa miejskie – Janów Podlaski, Łosice i Ostrów. Dekret nie objął też trzech powiatów byłej guberni suwalskiej (augustowskiego, sejneńskiego i suwalskiego) oraz też trzech powiatów byłej guberni grodzieńskiej (białostockiego, bielskiego i sokólskiego), które w 1919 roku przyłączono do województwa białostockiego. Działanie dekretu o samorządzie miejskim na miejscowości w wymienionych powiatach rozciągnięto trzema osobnymi rozporządzeniami: z 25 września 1919, 13 października 1919 i 22 października 1919 (brak rozporządzenia dotyczącego b. guberni suwalskiej); łącznie za miasta uznano 31 miejscowości, a jednemu – Orli – odebrano prawa miejskie z dniem 22 października 1919. Podczas przeprowadzania spisu ludności w 1921 roku istniało na terenie województw centralnych kilkanaście miejscowości o nieuregulowanym charakterze prawnym. Były to miejscowości, którym samorząd miejski został nadany przez okupanta, a które nie zostały wymienione w dekrecie z 4 lutego 1919. Dla wszystkich (oprócz czterech) sprawa charakteru prawno-administracyjnego została zadecydowana, albo przez skasowanie ustroju miejskiego, albo przez zaliczenie do miast na mocy indywidualnych rozporządzeń wydanych na podstawie ustawy z 20 lutego 1920 roku.
W poniższej sortowalnej tabeli umieszczono wszystkie miasta i osady miejskie województwa lubelskiego (stan na 1924 rok) z podziałem na charakter prawny (rodzaj jednostki administracyjnej) i przywileje (prawa miejskie/osady miejskie).

### Wykaz
Stan ludności: na 30 czerwca 1921 roku (niezależnie od statusu jednostki w 1921 roku)
Główne źródło: Skorowidz miejscowości Rzeczypospolitej Polskiej – Tom IV – Województwo Lubelskie, Główny Urząd Statystyczny Rzeczypospolitej Polskiej, Warszawa 1924
Źródła uzupełniające: Dzienniki Ustaw, przedstawione w przypisach
| Herb | Miejscowość      | Charakter prawny   | Przywileje    | Powiat          | Gmina            | Liczba mieszk. |
| ---- | ---------------- | ------------------ | ------------- | --------------- | ---------------- | -------------- |
|      | Adamów           | Wieś w gm. wiejsk. | Osada miejska | łukowski        | Gułów            | 1934           |
|      | Annopol          | Wieś w gm. wiejsk. | Osada miejska | janowski        | Annopol          | 1714           |
|      | Baranów          | Wieś w gm. wiejsk. | Osada miejska | puławski        | Wola Czołnowska  | 1907           |
|      | Bełżyce          | Wieś w gm. wiejsk. | Osada miejska | lubelski        | Bełżyce          | 3694           |
|      | Biała Podlaska   | Miasto             | Miasto        | bialski         | –                | 13005          |
|      | Biłgoraj         | Miasto             | Miasto        | biłgorajski     | –                | 5603           |
|      | Biskupice        | Wieś w gm. wiejsk. | Osada miejska | lubelski        | Jaszczów         | 885            |
|      | Bobrowniki       | Wieś w gm. wiejsk. | Osada miejska | puławski        | Irena            | 1133           |
|      | Bychawa          | Wieś w gm. wiejsk. | Osada miejska | lubelski        | Bychawa          | 2848           |
|      | Chełm            | Miasto             | Miasto        | chełmski        | –                | 23221          |
|      | Chodel           | Wieś w gm. wiejsk. | Osada miejska | lubelski        | Chodel           | 1362           |
|      | Czemierniki      | Wieś w gm. wiejsk. | Osada miejska | lubartowski     | Czemierniki      | 2404           |
|      | Dubienka         | Miasto             | Miasto        | hrubieszowski   | –                | 2964           |
|      | Firlej           | Wieś w gm. wiejsk. | Osada miejska | lubartowski     | Firlej           | 1150           |
|      | Frampol          | Wieś w gm. wiejsk. | Osada miejska | zamojski        | Frampol          | 2720           |
|      | Garwolin         | Miasto             | Miasto        | garwoliński     | –                | 5082           |
|      | Głusk            | Wieś w gm. wiejsk. | Osada miejska | lubelski        | Zemborzyce       | 928            |
|      | Goraj            | Wieś w gm. wiejsk. | Osada miejska | zamojski        | Goraj            | 2331           |
|      | Gorzków          | Wieś w gm. wiejsk. | Osada miejska | krasnostawski   | Gorzków          | 691            |
|      | Grabowiec        | Wieś w gm. wiejsk. | Osada miejska | hrubieszowski   | Grabowiec        | 2750           |
|      | Horodło          | Wieś w gm. wiejsk. | Osada miejska | hrubieszowski   | Horodło          | 2495           |
|      | Horodyszcze      | Wieś w gm. wiejsk. | Osada miejska | włodawski       | Horodyszcze      | 857            |
|      | Hrubieszów       | Miasto             | Miasto        | hrubieszowski   | –                | 9598           |
|      | Irena            | Wieś w gm. wiejsk. | Osada miejska | puławski        | Irena            | 4063           |
|      | Izbica           | Wieś w gm. wiejsk. | Osada miejska | krasnostawski   | Izbica           | 3085           |
|      | Janów            | Miasto             | Miasto        | janowski        | –                | 6426           |
|      | Janów Podlaski   | Miasto             | Miasto        | konstantynowski | –                | 3360           |
|      | Jarczów          | Wieś w gm. wiejsk. | Osada miejska | tomaszowski     | Jarczów          | 956            |
|      | Józefów          | Wieś w gm. wiejsk. | Osada miejska | biłgorajski     | Aleksandrów      | 1344           |
|      | Józefów          | Wieś w gm. wiejsk. | Osada miejska | puławski        | Rybitwy          | 1100           |
|      | Kamionka         | Wieś w gm. wiejsk. | Osada miejska | lubartowski     | Kamionka         | 2260           |
|      | Kazimierz        | Wieś w gm. wiejsk. | Osada miejska | puławski        | Kazimierz        | 3407           |
|      | Kock             | Miasto             | Miasto        | łukowski        | –                | 3903           |
|      | Kodeń            | Wieś w gm. wiejsk. | Osada miejska | bialski         | Kodeń            | 1639           |
|      | Komarów          | Wieś w gm. wiejsk. | Osada miejska | tomaszowski     | Komarów          | 2895           |
|      | Komarówka        | Wieś w gm. wiejsk. | Osada miejska | radzyński       | Przegaliny       | 1038           |
|      | Konstantynów     | Wieś w gm. wiejsk. | Osada miejska | konstantynowski | Zakanale         | 957            |
|      | Końskowola       | Wieś w gm. wiejsk. | Osada miejska | puławski        | Końskowola       | 1633           |
|      | Kossów           | Wieś w gm. wiejsk. | Osada miejska | sokołowski      | Kossów           | 1362           |
|      | Krasnobród       | Wieś w gm. wiejsk. | Osada miejska | zamojski        | Krasnobród       | 2036           |
|      | Krasnystaw       | Miasto             | Miasto        | krasnostawski   | –                | 8943           |
|      | Kraśnik          | Miasto             | Miasto        | janowski        | –                | 8289           |
|      | Kryłów           | Wieś w gm. wiejsk. | Osada miejska | hrubieszowski   | Kryłów           | 1286           |
|      | Krzeszów         | Wieś w gm. wiejsk. | Osada miejska | biłgorajski     | Krzeszów         | 724            |
|      | Kurów            | Wieś w gm. wiejsk. | Osada miejska | puławski        | Kurów            | 3923           |
|      | Liw              | Wieś w gm. wiejsk. | Osada miejska | węgrowski       | Ruchna           | 1330           |
|      | Lubartów         | Miasto             | Miasto        | lubartowski     | –                | 6102           |
|      | Lublin           | Miasto             | Miasto        | Lublin m-to     | –                | 94412          |
|      | Łaskarzew        | Wieś w gm. wiejsk. | Osada miejska | garwoliński     | Łaskarzew        | 3411           |
|      | Łaszczów         | Wieś w gm. wiejsk. | Osada miejska | tomaszowski     | Łaszczów         | 1141           |
|      | Łęczna           | Miasto             | Miasto        | lubartowski     | –                | 3227           |
|      | Łosice           | Miasto             | Miasto        | konstantynowski | –                | 3888           |
|      | Łomazy           | Wieś w gm. wiejsk. | Osada miejska | bialski         | Łomazy           | 2142           |
|      | Łuków            | Miasto             | Miasto        | łukowski        | –                | 12571          |
|      | Łysobyki         | Wieś w gm. wiejsk. | Osada miejska | łukowski        | Łysobyki         | 1402           |
|      | Maciejowice      | Wieś w gm. wiejsk. | Osada miejska | garwoliński     | Maciejowice      | 1992           |
|      | Markuszów        | Wieś w gm. wiejsk. | Osada miejska | puławski        | Markuszów        | 1848           |
|      | Michów           | Wieś w gm. wiejsk. | Osada miejska | lubartowski     | Chudowola        | 3068           |
|      | Miedzna          | Wieś w gm. wiejsk. | Osada miejska | węgrowski       | Miedzna          | 1271           |
|      | Międzyrzec       | Miasto             | Miasto        | radzyński       | –                | 12622          |
|      | Modliborzyce     | Wieś w gm. wiejsk. | Osada miejska | janowski        | Modliborzyce     | 1913           |
|      | Mokobody         | Wieś w gm. wiejsk. | Osada miejska | siedlecki       | Skupie           | 1386           |
|      | Mordy            | Miasto             | Miasto        | siedlecki       | –                | 3268           |
|      | Opole            | Wieś w gm. wiejsk. | Osada miejska | puławski        | Opole            | 5646           |
|      | Orchówek         | Wieś w gm. wiejsk. | Osada miejska | włodawski       | Włodawa          | 661            |
|      | Osieck           | Wieś w gm. wiejsk. | Osada miejska | garwoliński     | Osieck           | 1568           |
|      | Ostrów           | Miasto             | Miasto        | włodawski       | –                | 3813           |
|      | Parczew          | Miasto             | Miasto        | włodawski       | –                | 7893           |
|      | Parysów          | Wieś w gm. wiejsk. | Osada miejska | garwoliński     | Parysów          | 3388           |
|      | Pawłów           | Wieś w gm. wiejsk. | Osada miejska | chełmski        | Pawłów           | 1052           |
|      | Piaski Luterskie | Wieś w gm. wiejsk. | Osada miejska | lubelski        | Piaski           | 3974           |
|      | Piszczac         | Wieś w gm. wiejsk. | Osada miejska | bialski         | Piszczac         | 1088           |
|      | Puchaczów        | Wieś w gm. wiejsk. | Osada miejska | lubelski        | Brzeziny         | 1012           |
|      | Puławy           | Miasto             | Miasto        | puławski        | –                | 7205           |
|      | Radzyń           | Miasto             | Miasto        | radzyński       | –                | 4833           |
|      | Rejowiec         | Wieś w gm. wiejsk. | Osada miejska | chełmski        | Rejowiec         | 2546           |
|      | Rossosz          | Wieś w gm. wiejsk. | Osada miejska | bialski         | Piszczac         | 1391           |
|      | Ryki             | Wieś w gm. wiejsk. | Osada miejska | garwoliński     | Ryki             | 3530           |
|      | Sarnaki          | Wieś w gm. wiejsk. | Osada miejska | konstantynowski | Sarnaki          | 1588           |
|      | Sawin            | Wieś w gm. wiejsk. | Osada miejska | chełmski        | Bukowa           | 1642           |
|      | Serokomla        | Wieś w gm. wiejsk. | Osada miejska | łukowski        | Serokomla        | 977            |
|      | Siedlce          | Miasto             | Miasto        | siedlecki       | –                | 30676          |
|      | Siedliszcze      | Wieś w gm. wiejsk. | Osada miejska | chełmski        | Siedliszcze      | 944            |
|      | Sławatycze       | Wieś w gm. wiejsk. | Osada miejska | bialski         | Sławatycze       | 1868           |
|      | Sobienie-Jeziory | Wieś w gm. wiejsk. | Osada miejska | garwoliński     | Sobienie-Jeziory | 1888           |
|      | Sosnowica        | Wieś w gm. wiejsk. | Osada miejska | włodawski       | Turno            | 616            |
|      | Sokołów          | Miasto             | Miasto        | sokołowski      | –                | 8055           |
|      | Sterdyń          | Wieś w gm. wiejsk. | Osada miejska | sokołowski      | Sterdyń          | 802            |
|      | Stężyca          | Wieś w gm. wiejsk. | Osada miejska | garwoliński     | Stężyca          | 1530           |
|      | Stoczek          | Miasto             | Miasto        | łukowski        | –                | 2951           |
|      | Stoczek          | Wieś w gm. wiejsk. | Osada miejska | węgrowski       | Stoczek          | 1636           |
|      | Szczebrzeszyn    | Miasto             | Miasto        | zamojski        | –                | 6350           |
|      | Świerze          | Wieś w gm. wiejsk. | Osada miejska | chełmski        | Bukowa           | 355            |
|      | Tarnogóra        | Wieś w gm. wiejsk. | Osada miejska | krasnostawski   | Izbica           | 1589           |
|      | Tarnogród        | Wieś w gm. wiejsk. | Osada miejska | biłgorajski     | Tarnogród        | 4769           |
|      | Terespol         | Miasto             | Miasto        | bialski         | –                | 1919           |
|      | Tomaszów         | Miasto             | Miasto        | tomaszowski     | –                | 7125           |
|      | Turobin          | Wieś w gm. wiejsk. | Osada miejska | krasnostawski   | Turobin          | 1592           |
|      | Tyszowce         | Wieś w gm. wiejsk. | Osada miejska | tomaszowski     | Tyszowce         | 4420           |
|      | Uchanie          | Wieś w gm. wiejsk. | Osada miejska | hrubieszowski   | Jarosławiec      | 1686           |
|      | Urzędów          | Wieś w gm. wiejsk. | Osada miejska | janowski        | Urzędów          | 1913           |
|      | Wąwolnica        | Wieś w gm. wiejsk. | Osada miejska | puławski        | Drzewce          | 3003           |
|      | Węgrów           | Miasto             | Miasto        | węgrowski       | –                | 8522           |
|      | Wisznice         | Wieś w gm. wiejsk. | Osada miejska | włodawski       | Horodyszcze      | 1470           |
|      | Włodawa          | Miasto             | Miasto        | włodawski       | –                | 6263           |
|      | Wohyń            | Wieś w gm. wiejsk. | Osada miejska | radzyński       | Wohyń            | 2579           |
|      | Wojsławice       | Wieś w gm. wiejsk. | Osada miejska | chełmski        | Wojsławice       | 2270           |
|      | Wysokie          | Wieś w gm. wiejsk. | Osada miejska | krasnostawski   | Wysokie          | 1041           |
|      | Zaklików         | Wieś w gm. wiejsk. | Osada miejska | janowski        | Zaklików         | 3013           |
|      | Zamość           | Miasto             | Miasto        | zamojski        | –                | 19023          |
|      | Żelechów         | Miasto             | Miasto        | garwoliński     | –                | 7142           |
|      | Żółkiewka        | Wieś w gm. wiejsk. | Osada miejska | krasnostawski   | Żółkiewka        | 2026           |